# Kathrine Narducci

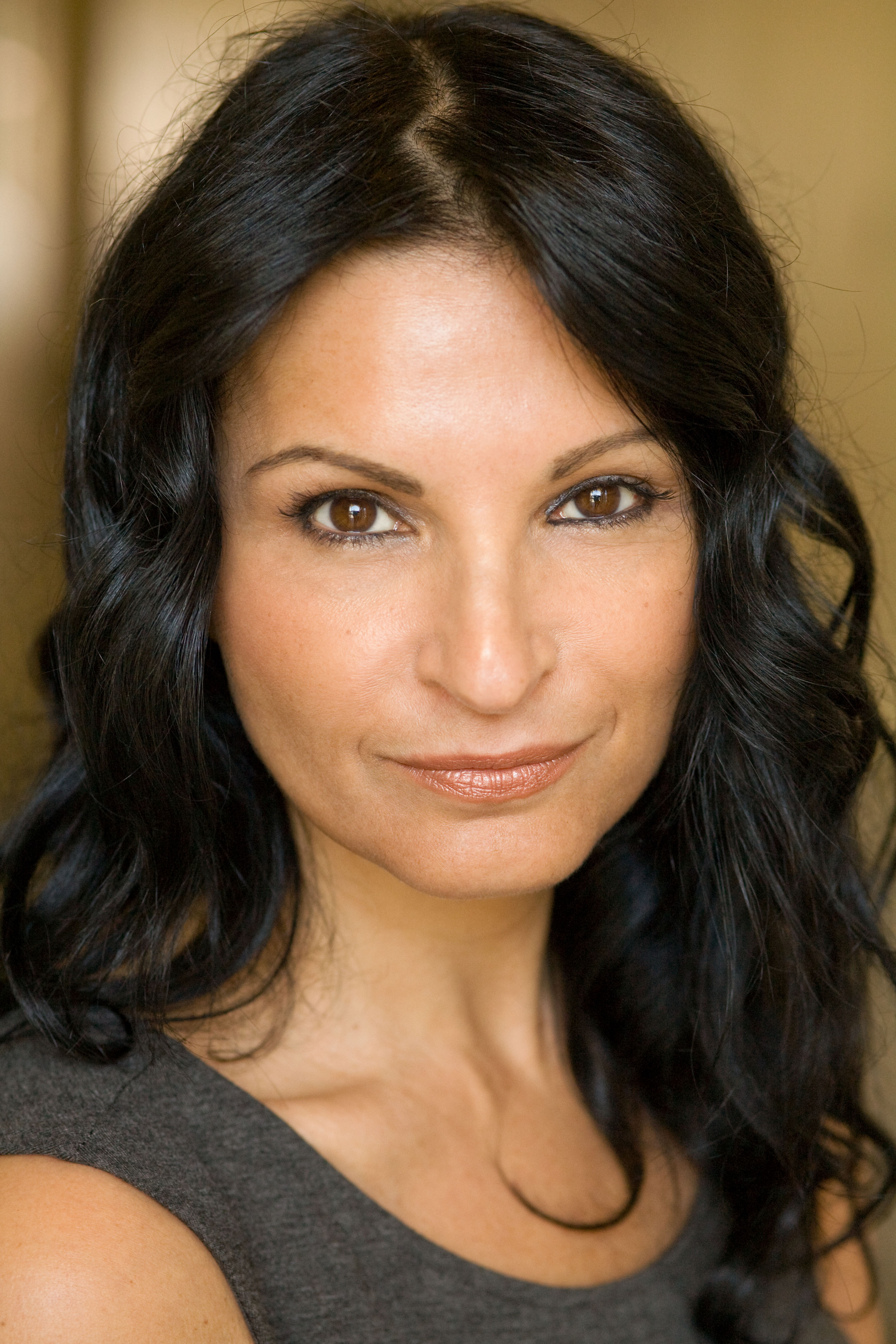
Kathrine Narducci (2010)

Kathrine Narducci (* 12. August 1965 in East Harlem, New York City) ist eine US-amerikanische Schauspielerin. Einem breiteren Publikum wurde sie durch ihre Rolle als Artie Buccos Ehefrau Charmaine in der Fernsehserie Die Sopranos bekannt, sie von 1999 bis 2007 spielte. Neben dieser Rolle war sie in Filmen wie In den Straßen der Bronx (1993) und Two Family House zu sehen, sowie in Fernsehproduktionen wie Law & Order, New York Cops – NYPD Blue und Third Watch – Einsatz am Limit. Ihr Schaffen umfasst mehr als 50 Produktionen.

## Filmografie (Auswahl)
- 1993: In den Straßen der Bronx (A Bronx Tale)
- 1994: Das Wunder von Manhattan (Miracle on 34th Street)
- 1999–2007: Die Sopranos (The Sopranos, Fernsehserie, 20 Folgen)
- 2007: Made in Brooklyn
- 2009: Blue
- 2009: The Deported
- 2009: Chicago Overcoat
- 2011: The Last Gamble
- 2012: To Redemption
- 2014: Jersey Boys
- 2014: Zarra’s Law
- 2017: The Wizard of Lies – Das Lügengenie (The Wizard of Lies, Fernsehfilm)
- 2019: The Irishman
- seit 2019: Godfather of Harlem (Fernsehserie)
- 2020: Capone
- 2022: Euphoria (Fernsehserie, Folge 2x01)
- 2025: The Alto Knights